# Vagyonjegy

## Fogalma
A vagyonjegy fogalmát a 94/1988. (XII. 22.) MT rendelet határozza meg. Az egyes jogi személyek vállalata vagy leányvállalata, valamint a gazdasági társaság a gazdálkodáshoz szükséges saját pénzeszközeinek bővítése, a hosszútávú vagyoni érdekeltség megteremtése érdekében – ellenérték fejében – vagyonjegyet bocsáthat ki. A vele munkaviszonyban álló dolgozója számára ingyenesen megszerezhető vagyonjegyet is kibocsáthat. Vagyonjegy csak 1993. május 15. napjáig volt kibocsátható.
A vagyonjegy bemutatóra vagy névre szóló értékpapír, de az ingyenes vagyonjegy csak névre szóló lehet. A vagyonjegyben a kibocsátó arra kötelezi magát, hogy az ott megjelölt pénzösszeg (névérték) után a vagyonjegy birtokosának – a kibocsátó által elért nyereség mértékétől függően – évente osztalékot fizet.
A vagyonjegy kibocsátásának feltételeit a kibocsátó vezetése által jóváhagyott szabályzatban kell rögzíteni.

## Vagyonjegy tartalmi, alaki kellékei, előállítása
A vagyonjegyen fel kell tüntetni:
a) a kibocsátó és képviselőjének megnevezését;
b) a vagyonjegy névértékét és sorszámát;
c) a kibocsátás időpontját;
d) az osztalék kiszámításának módját, illetve az osztalék mértékét;
e) a vagyonjegy kiállításának helyét és időpontját;
f) a kibocsátó képviselőjének aláírását;
g) a vagyonjegy megvásárlására jogosultak körét, ha a szabályzat ezt korlátozta;
h) az átruházás esetleges kizárását, korlátozását;
i) a tulajdonos nevét, ha a vagyonjegy névre szól.
Az ingyenes vagyonjegyen ezen kívül fel kell tüntetni, hogy az csak névreszóló lehet, valamint, hogy a dolgozó halála vagy nyugdíjazása esetén a kibocsátót vételi jog illeti meg.
Az az értékpapír, amelyből a megjelölt kellékek valamelyike hiányzik, nem vagyonjegy.
A vagyonjegy – ellentétben sok más értékpapírral – csak nyomdai úton állítható elő.